# Глинськ (зупинний пункт)
Глинськ-Загу́ра — пасажирська зупинна залізнична платформа Рівненської дирекції Львівської залізниці.
Розташована в селі Глинськ Здолбунівського району Рівненської області на лінії Здолбунів — Красне між станціями Здолбунів (9 км) та Озеряни (11 км).
Станом на вересень 2017 р. на платформі зупиняються приміські поїзди.